# 奥敦世英
奥敦 世英（おくとん せいえい）は、金朝末期からモンゴル帝国初期にかけて活躍した人物。女真人であり、完顔部などが属する「白号姓」とは異なる、「黒号姓」の奥屯部の出身。旧金朝統治下の人間としては史秉直・劉伯林らと並んで最も早くモンゴル帝国に投降したことで知られる。

## 概要
奥敦世英は代々金朝に仕えてきた女真人の一族の出で、金朝の末期に淄州刺史に任じられていた。1213年（癸酉）に山東地方にモンゴル軍が進出すると、淄州の民を率いて弟の奥敦保和とともにモンゴル軍に投降した。1214年（甲戌）、モンゴルと金朝の間で和平が結ばれると、奥敦世英率いる一団はモンゴル軍に従って北方モンゴル高原方面に移住した。
武略に優れたことを評価された奥敦世英は金朝の中都（大興府）とモンゴル高原を結ぶ要衝の徳興府に万人隊長（万戸）として移住した。この頃、華北ではモンゴル軍主力が引き上げた隙をついて金将の苗道潤が山西地方を回復すべく軍を進めており、奥敦世英はこれと戦って苗道潤軍を撃退した。戦後、奥敦世英が捕虜とした敵兵を殺そうとしたところ、その母が「汝は華族でありながら死を恐れてモンゴルに投降したというのに、この上彼らを殺すのにどうして心が痛まないのか」と責めたため、捕虜を殺すのはやめたという。奥敦世英の出身地の淄州ではモンゴル軍に徹底抗戦して戦死した人物も多数おり、モンゴルに投降して命を長らえたことに奥敦世英の一族はうしろめたさを抱えていたのだとみられる。その後、奥敦世英は数騎を従えて定襄を訪れたが、間もなく陣没した。
奥敦世英の死後はモンゴルへの投降時から行動をともにしていた弟の奥敦保和が跡を継ぎ、万戸から「昭勇大将軍・徳興府元帥」、更に「雄州総管」に進んだ。ついで元帥として真定・保定・順徳の諸道を領したが、56歳で引退した。
奥敦保和には奥敦希愷・奥敦希元・奥敦希魯・奥敦希尹という4人の息子がおり、それぞれモンゴル帝国に仕えた。